# Hyponerita declivis
Hyponerita declivis là một loài bướm đêm thuộc phân họ Arctiinae, họ Erebidae.